# Ubasute

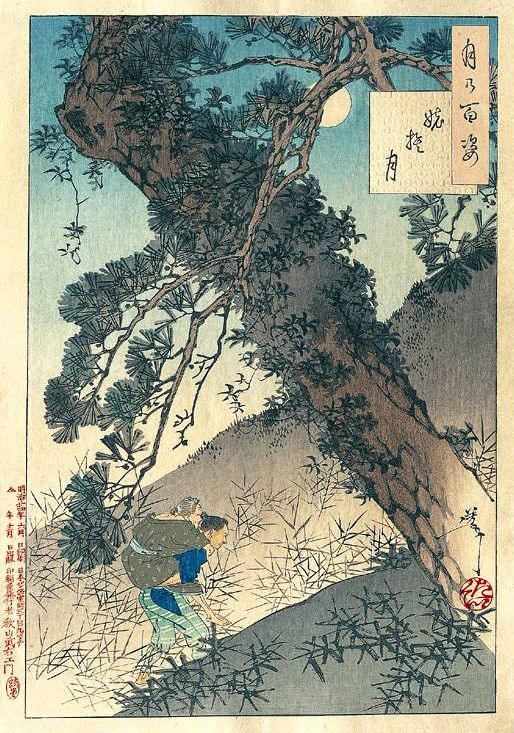
La luna y la anciana abandonada (Obasute no tsuki)

El término ubasute (姥捨て?: lit. "abandono de una anciana", también llamado "obasute" y a veces "oyasute", 親捨て: "abandono de un padre o familiar") se refiere a la costumbre supuestamente realizada en el antiguo Japón en el pasado distante, por la que un pariente enfermo o anciano se llevaba a una montaña o algún otro lugar remoto o desolado y se le dejaba allí para morir, ya sea por deshidratación, hambre o exposición, como una forma de eutanasia. 
La práctica era supuestamente más común en épocas de sequía y de hambre, y a veces recibió el mandato de los funcionarios feudales. Según la Enciclopedia Ilustrada de Japón, editada por Kōdansha, ubasute "es tema de leyenda, pero [...] no parece haber sido nunca una costumbre común".
La práctica del ubasute es explorada en profundidad en la novela japonesa La balada de Narayama (1956), de Shichiro Fukazawa. La novela fue la base de tres películas: La balada de Narayama (1958), del director japonés Keisuke Kinoshita, Goryeojang (1963), del director coreano Kim Ki-young, y La balada de Narayama, de Shohei Imamura, que ganó la Palma de Oro del Festival de Cannes en 1983.

## Folklore
Ubasute ha dejado su huella en el folklore japonés, donde forma la base de muchas leyendas, poemas y koans. En una alegoría budista, un hijo lleva a su madre a una montaña en la espalda. Durante el viaje, ella extiende sus brazos, alcanzando las ramitas y partiéndolas a su paso, para que su hijo luego sea capaz de encontrar el camino a casa.
Un poema conmemora la historia:
En las profundidades de las montañas,

¿A quién le pertenecía que la anciana madre rompiera

una ramita tras otra?

Sin hacer caso de sí misma

lo hizo

por el bien de su hijo.

## Cultura popular
- La práctica se discute con cierto detalle en el episodio # 305, "Mortalidad", de Radiolab. El ubasute a veces aparece como una metáfora para el tratamiento contemporáneo en Japón de las personas mayores, que destacan por sus tasas superiores a la media de suicidio.
- La práctica del ubasute es explorada en profundidad en la novela japonesa La balada de Narayama (1956), por Shichiro Fukazawa. La novela fue la base de tres películas: La balada de Narayama (1958), del director japonés Keisuke Kinoshita, Goryeojang (1963), del director coreano Kim Ki-young, y La balada de Narayama, de Shohei Imamura, que ganó la Palma de Oro del Festival de Cannes en 1983.
- La antigua ley, una tragicomedia del siglo XVII escrita por Thomas Middleton, William Rowley y Philip Massinger, y la novela distópica de 1882 de Anthony Trollope, El plazo fijado, también exploran el concepto de ubasute en un contexto occidental.
- Los personajes de la novela de Christopher Buckley Boomsday, de 2007, introducen el concepto de ubasute como una estratagema política para evitar la quiebra de la seguridad social a medida que la población estadounidense envejece y alcanza la edad de jubilación, lo que enfureció a la derecha religiosa y los baby boomers.
- El concepto de ubasute es la base de la historia del episodio de Star Trek: The Next Generation titulado "Media Vida".
- El episodio 19 de los Cuentos populares de Japón representa este cuento.